# Chính thống
Chính thống (tiếng Anh: orthodoxy, tiếng Hi Lạp: ὀρθοδοξία, 'ý kiến chính xác', 'quan niệm đúng đắn') là liên quan đến hoặc tuân theo triết lý, hay ý thức hệ được phê chuẩn hay được công nhận nói chung. Chính thống trong Kitô giáo đề cập tới các giáo lý được các bản tuyên tín hoặc công đồng đại kết công nhận. Chính thống giáo Đông phương và Chính thống giáo Cổ Đông phương là các giáo hội dùng từ ngữ này trong tên gọi của mình. Trong cộng đồng người Do Thái, những người tuân giữ các truyền thống và giới luật trong Kinh Talmud được gọi là người theo Do Thái giáo Chính thống.